# العربة في مصر القديمة

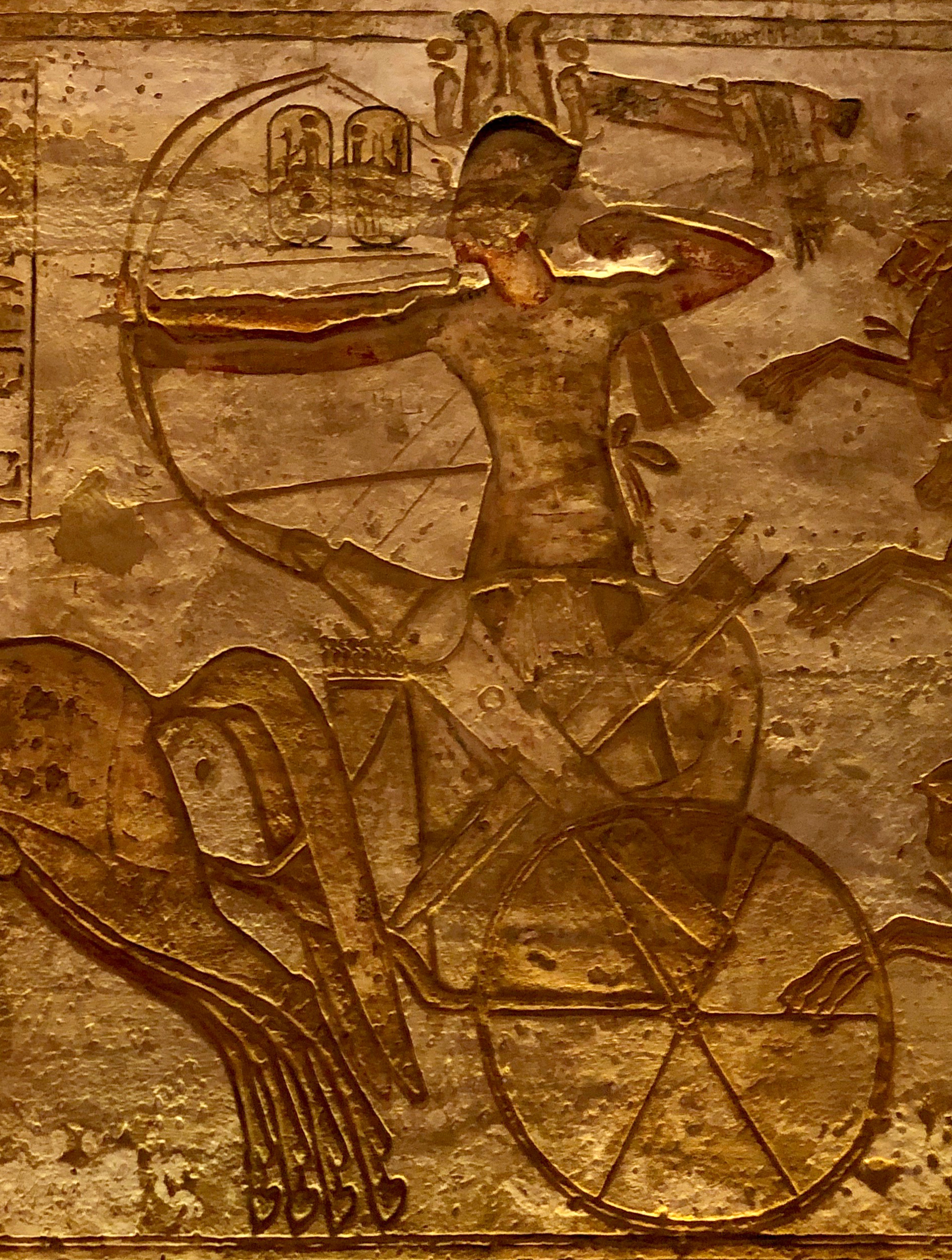
رمسيس الثاني يقاتل في عربة في معركة قادش مع اثنين من الرماة ، أحدهما مع مقاليد مربوطة حول خصره لتحرير كلتا يديه. نقش بارز من أبو سمبل.

في المجتمع المصري القديم ، كانت العربات تقف كوحدة مستقلة في القوة العسكرية للملك. يُعتقد أن الهكسوس قد استخدموا العربات لأول مرة كسلاح في مصر في القرن السادس عشر قبل الميلاد ، على الرغم من أن البحث في المواد المحتجزة منذ فترة طويلة في ميدان التحرير قد كشف المتحف المصري عن وجود مركبات في وقت مبكر من عصر المملكة المصرية القديمة (2686-2181 قبل الميلاد). طور المصريون تصميمهم الخاص للمركبة.

## التصميم
كتب عالم الآثار جوست كروويل أن "العربات لم تكن اختراعات مفاجئة ، ولكنها تطورت من المركبات السابقة التي تم تركيبها على قرص أو عجلات عرضية. ويمكن تتبع هذا التطور بشكل أفضل في الشرق الأدنى ، حيث تكون العربات التي تجرها الخيول والمركبة على عجلات" حقيقية تم إثبات المركبات لأول مرة في الجزء الأول من الألفية الثانية قبل الميلاد ... ". كان الاستخدام المبكر للعربات يستخدم بشكل أساسي لأغراض النقل. مع التحسينات التقنية لهيكلها (مثل شكل "العارضة المتقاطعة" لبناء العجلات لتقليل وزن السيارة) ، بدأ استخدام العربات للأغراض العسكرية. اخترع المصريون سرج نير لخيولهم الحربية حوالي 1500 قبل الميلاد. كانت العربات فعالة لسرعتها العالية وحركتها وقوتها التي لا يمكن أن يضاهيها المشاة في ذلك الوقت. سرعان ما أصبحوا سلاحًا جديدًا قويًا عبر الشرق الأدنى القديم. أفضل الأمثلة المحفوظة للمركبات المصرية هي العينات الست من مقبرة توت عنخ آمون.

## العربات في الحروب

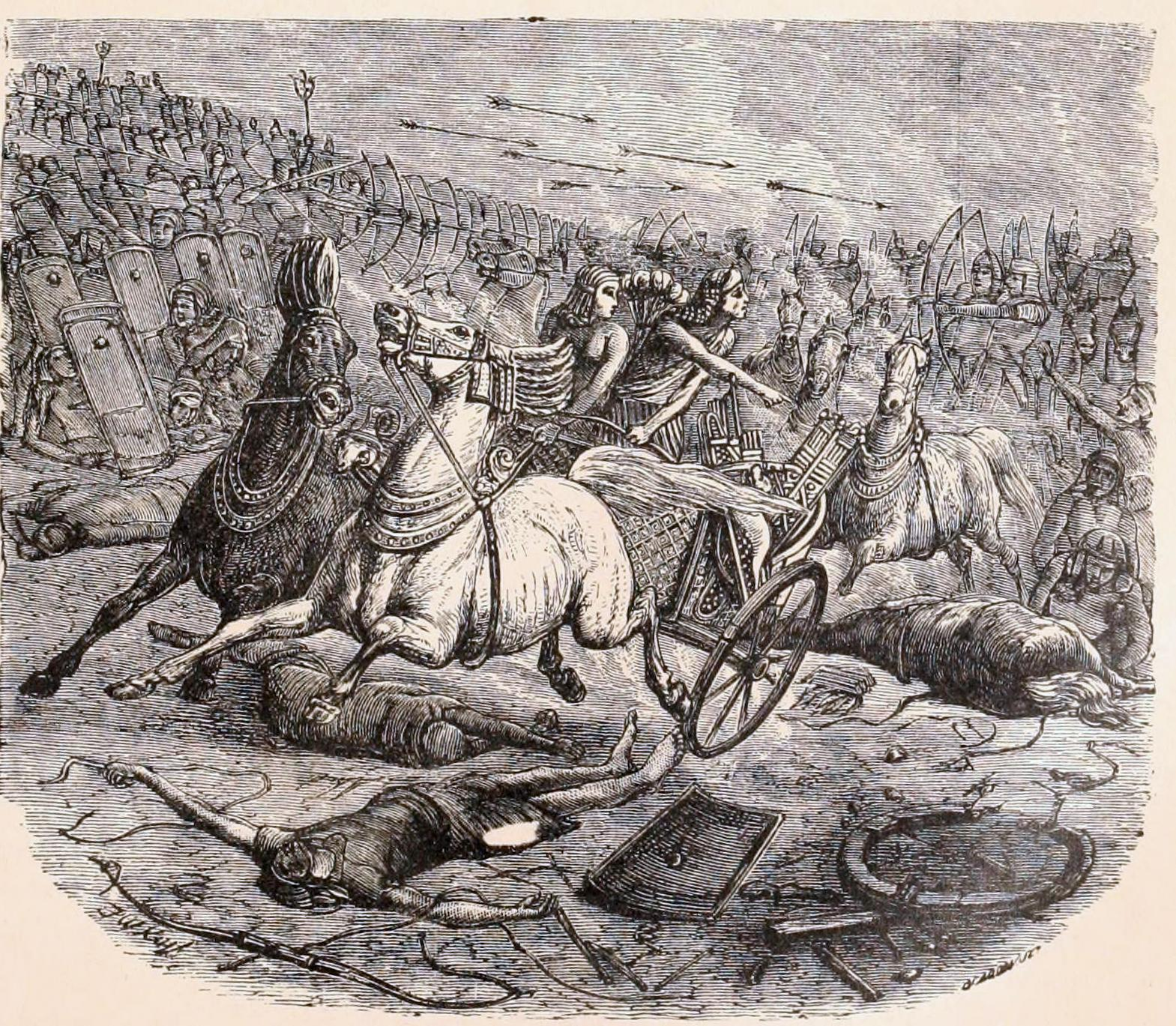
عربة الحرب المصرية

كانت العربات باهظة الثمن وثقيلة وعرضة للانهيار ، ولكن على عكس الفرسان الأوائل ، قدمت العربات منصة أكثر استقرارًا للرماة. كانت العربات فعالة أيضًا في الرماية بسبب الأقواس الطويلة نسبيًا المستخدمة ، وحتى بعد الاختراع من القوس المركب لم يتم تقليل طول القوس بشكل كبير. كان من الصعب التعامل مع مثل هذا القوس أثناء ركوب الخيل. يمكن أن تحمل عربة حربية ذخيرة أكثر من راكب واحد. كان للمركبة سائق ورجل يحمل قوسًا.
ومع ذلك ، كان للعربة أيضًا العديد من العيوب ، لا سيما حجمها واعتمادها على التضاريس الصحيحة. تمت مقارنة استخدامها باستخدام الدبابات في الحروب الحديثة ، لكن هذا موضع خلاف من قبل العلماء الذين أشاروا إلى أن العربات كانت ضعيفة وهشة وتتطلب مستوى مستويًا من التضاريس بينما الدبابات عبارة عن مركبات مدرعة بكثافة لجميع التضاريس. وهكذا لم تكن العربات مناسبة للاستخدام بالطريقة التي استخدمت بها الدبابات الحديثة كقوة صدمة بدنية.
شكلت العربات في النهاية قوة النخبة في الجيش المصري القديم. في العمل الميداني ، عادة ما تقوم العربات بتسليم الضربة الأولى وتبعها عن كثب تقدم المشاة لاستغلال الاختراق الناتج ، بشكل مشابه إلى حد ما لكيفية عمل المشاة خلف مجموعة من المركبات المسلحة في الحرب الحديثة. ستعمل هذه التكتيكات بشكل أفضل ضد خطوط ميليشيا المشاة الخفيفة الأقل انضباطًا. كانت العربات ، أسرع بكثير من الجنود المشاة ، تلاحق وتفرق الأعداء المكسورين لتحقيق النصر. عربات خفيفة مصرية تحتوي على سائق ومحارب واحد. كلاهما قد يكون مسلحا بالقوس والرمح.
في مصر القديمة ، شكل أعضاء فيلق العربات طبقتهم الأرستقراطية الخاصة بهم والمعروفة باسم ماريانو (الأبطال الشباب). يمكن رؤية الرمزية البطولية في اللوحات المعاصرة التي يظهر فيها الملك وهو يركب مع النخبة ، ويطلق السهام على الأعداء. أصبحت هذه الصورة نموذجية لأيقونات القوة الملكية في المملكة المصرية الحديثة. مع اندماج المركبات بشكل متزايد في التدريب العسكري خاصة خلال نظام أمنحتب الثاني ، تم تحديد محارب العربة على أنه سيني وتم إقرانه بـ كيجين أو كجن ، الذي يعمل أيضًا كمدافع عنه. تم تدريب السيني على استخدام القوس بدقة حتى عندما يكون الحصان في سباق كامل ، وهو إنجاز يمكن أن يفعله أمنحتب الثاني.
كان أفضل دليل نصي معروف ومحفوظ حول المركبات المصرية أثناء العمل هو من معركة قادش في عهد رمسيس الثاني ، والتي ربما كانت أكبر معركة عربة فردية في التاريخ. يتميز كاموس (1555-1550) بكونه أول حاكم مصري يستخدم وحدات المركبات والفرسان في المعركة ، مما منحه النصر. تكشف الروايات أن الهكسوس ، الذين كانوا يسيطرون على المناطق الشمالية في عهده ، أصيبوا بالدهشة عندما بدأت العربات المصرية بالتدحرج في ساحة المعركة في نفروسي ، شمال كوساي (بالقرب من أسيوط الحديثة). كانت العربات نسخًا محسّنة لما استخدموه لإرهاب العدو.